# Западный Казахстан

Центральный Казахстан
Северный Казахстан
Южный Казахстан
Восточный Казахстан
Западный Казахстан

Западный Казахстан (каз. Батыс Қазақстан / Batys Qazaqstan) — экономико-географический регион Республики Казахстан, находящийся в Восточной Европе и Центральной Азии. В его состав входят 4 области: Атырауская область, Западно-Казахстанская область, Актюбинская область и Мангистауская область. Регион граничит на севере с РФ, а на юге — с республиками Узбекистан и Туркменистан, на западе омывается Каспийским морем, на востоке граничит с Улытауской, Костанайской и Кызылординской областями Республики Казахстан. Общая площадь территории: 736 241 км² (примерно территория таких государств, как Франция и Великобритания вместе взятые). Самый крупный экономико-географически регион страны по занимаемой площади и один из важнейших регионов для экономики. Расположение: от восточной окраины дельты Волги на западе до Туранской низменности на юго-востоке, от южных отрогов Урала и Общего Сырта на севере до плато Устюрт и туркменских пустынь на юге. Население Западного Казахстана — 3 120 433 (2022). Плотность населения — 4,24 чел/км² (самая низкая по стране).

## Административное деление
В состав Западного Казахстана входят 4 области.
| Область                       | Административный центр | Площадь, км² | Население, чел. (на 01.10.2022 г.) |
| ----------------------------- | ---------------------- | ------------ | ---------------------------------- |
| Актюбинская область           | Актобе                 | 300 630      | 939 400                            |
| Атырауская область            | Атырау                 | 118 631      | 704 078                            |
| Западно-Казахстанская область | Уральск                | 151 339      | 693 249                            |
| Мангистауская область         | Актау                  | 165 642      | 786 917                            |

## Города региона по населению
- Актобе — 570 452
- Атырау — 323 295
- Актау — 273 830
- Уральск — 256 960
- Жанаозен — 75 604
- Кульсары — 66 580
- Аксай — 36 034
- Кандыагаш — 35 699
- Хромтау — 30 304
- Шалкар — 27 971
- Алга — 22 798
- Эмба — 12 998
- Форт-Шевченко — 8 778
- Темир — 2 210
- Жем — 1 218

## Экономика
Западный Казахстан — крупнейший нефтегазодобывающий регион страны. Крупнейшие в мире разрабатываемые месторождения нефти и газа — Тенгиз, Карачаганак, Кашаган.
Регион обладает уникальной минерально-сырьевой базой — углеводородное сырьё (нефть, газ и газовый конденсат), запасы хрома, никеля, титана, фосфоритов, цинка, меди, алюминия и угля.
Химически чистые хромовые соли на базе местного сырья производит Актюбинский завод хромовых соединений. АО «Ферросплав» производит металлический хром и безуглеродистый феррохром. Кроме основной продукции, выпускаются карбид кальция, жидкое стекло и огнеупорные изделия. Увеличивает свои мощности по производству бензинов различных марок, дизельного топлива и других видов продукции Атырауский нефтеперерабатывающий завод. Казахский газоперерабатывающий завод находится в г. Жанаозен.
Продолжает расширять своё производство Актюбинский лакокрасочный завод, а также химический комбинат (г. Алга), производящий бор, серную и борную кислоту, большой ассортимент минеральных удобрений. 
В регионе развивается машиностроение (АО «Уральский завод „Зенит“» — кораблестроение, АО «Актюбрентген» — производство рентгеноборудования, АО Западно-Казахстанская машиностроительная компания - производство нефтяного оборудования и стрелкового оружия - пулемет "Утёс", АО Актюбинский рельсобалочный завод производство рельс и т.д.), металлообработка, лёгкая и пищевая промышленность. Развито сельское хозяйство (животноводство, растениеводство, мясо-молочная, хлебокондитерская, рыбоперерабатывающая промышленность (АО «Атыраубалык») и т. д.).
Крупнейший порт в Каспийском море — РГП «Актауский международный морской торговый порт». Сеть речных и морских портов — Атырау, Баутино, Курык. Развитая сеть железных и автомобильных дорог. 4 международных аэропорта (Актобе, Атырау, Актау, Уральск). Имеются аэропорты в небольших населённых пунктах региона — городах областного значения — Жанаозен, Эмба, Шалкар и т. д. Развитая сеть нефте- и газопроводов АО «Казтрансойл», АО «КазТрансГаз», Каспийского трубопроводного консорциума, а также линий электропередач Единой энергетической системы Казахстана. Функционируют множество ТЭЦ и газотурбинных электростанций (Атырауская ТЭЦ, ТЭЦ МАЭК, Уральская ТЭЦ и др.).
Банковская система состоит из сети областных филиалов республиканских банков второго уровня (АО «Казкоммерцбанк», АО «БТА Банк», АО «Народный банк» и т. д.), а также филиалов Национального банка Республики Казахстан.
В ближайшей перспективе в регионе планируется строительство крупнейших объектов экономики — газоперерабатывающего завода в Бурлинском районе Западно-Казахстанской области, строительство газопровода «Западно-Казахстанская область — Астана», строительство железнодорожной ветки «Бейнеу — Жезказган».